# Luis de Morales
Luis de Morales, född 1509, död 9 maj 1586, var en spansk målare.
Morales utbildades i den nationellt spanska andan men tog också intryck av den italienska manierismen. Han kallades av Filip II att delta i den dekorativa utsmyckningen av Escorial. Morales är mest känd för sina av upphöjt allvar burna andaktsbilder med Frälsaren eller Madonnan; flera finns i kyrkor och museer i Madrid, i Salamanca, några andra spanska städer samt London (Madonna), Louvren (Korsbärandet) och Dresden (Ecce homo).